# Walter Lechner
Pour les articles homonymes, voir Lechner.
Walter Lechner, né le 4 août 1949 à Vienne, et mort le 8 décembre 2020, est un pilote automobile autrichien sur circuits à bord de monoplaces, de sport-prototypes, et plus rarement de voitures de Grand Tourisme. Il est également propriétaire d'une écurie de course. 

## Biographie
Directeur d'une équipe de compétition automobile basée sur la formation des jeunes pilotes (la Lechner Racing School (en)), sa carrière en sport automobile s'étale régulièrement de 1978 à 1996 (avec une victoire à comptabiliser encore en 2010 en 24H Series, et deux nouvelles course en 2013 en International GT Open).
En 1984 il dispute la CanAm avec sa structure, pourvue alors en Williams FW07C, Lola T300, et autres March 821. 
En 1986 il termine sixième des 1 000 kilomètres du Nürburgring, et en 1987 il est cinquième des 500 kilomètres de Kyalami.
En 1988 et 1989, il participe aux 24 Heures du Mans sur Porsche 962 C (notamment avec Roland Ratzenberger).

## Palmarès personnel

### Titres

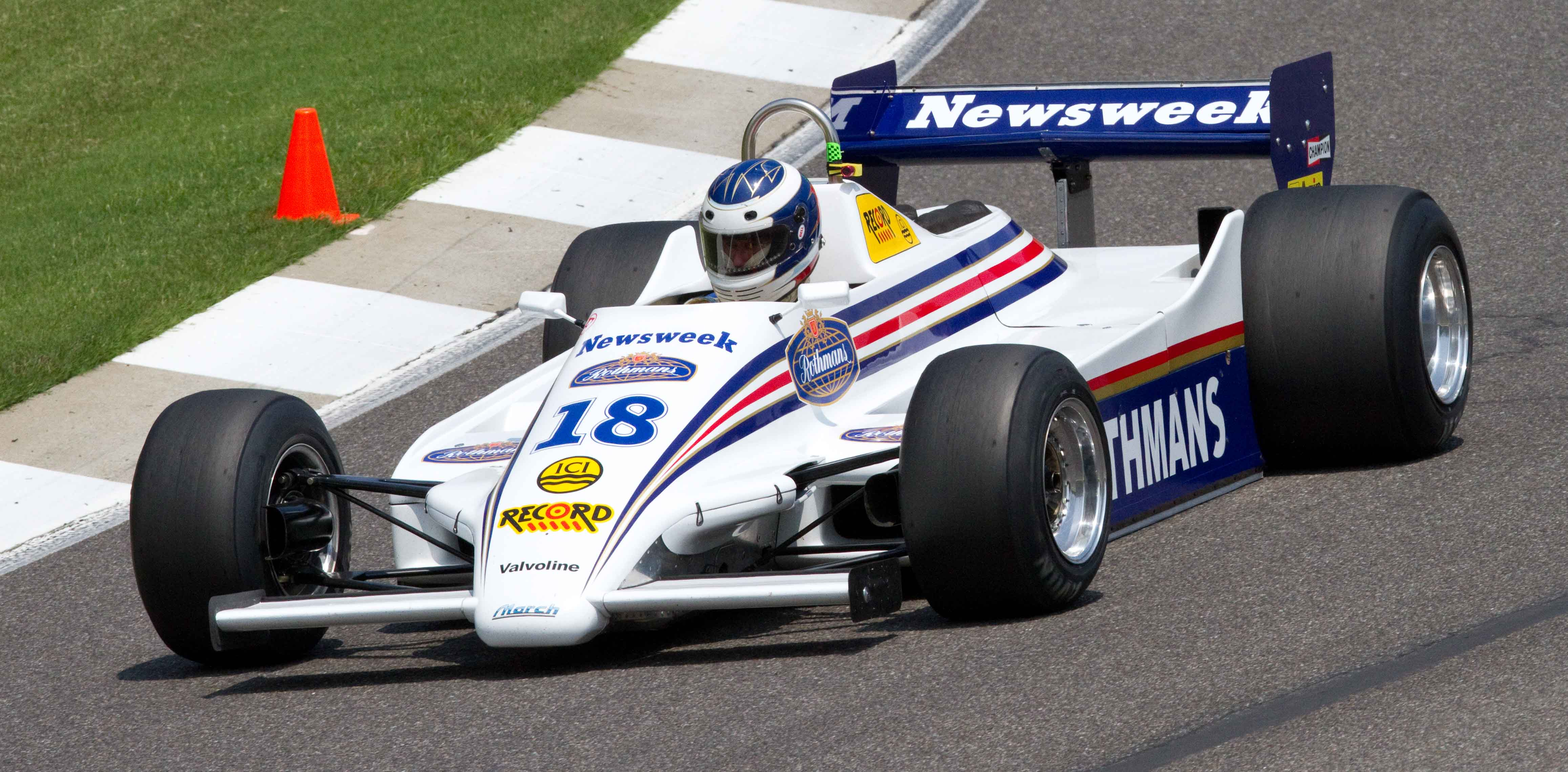
Exemple de March 821.

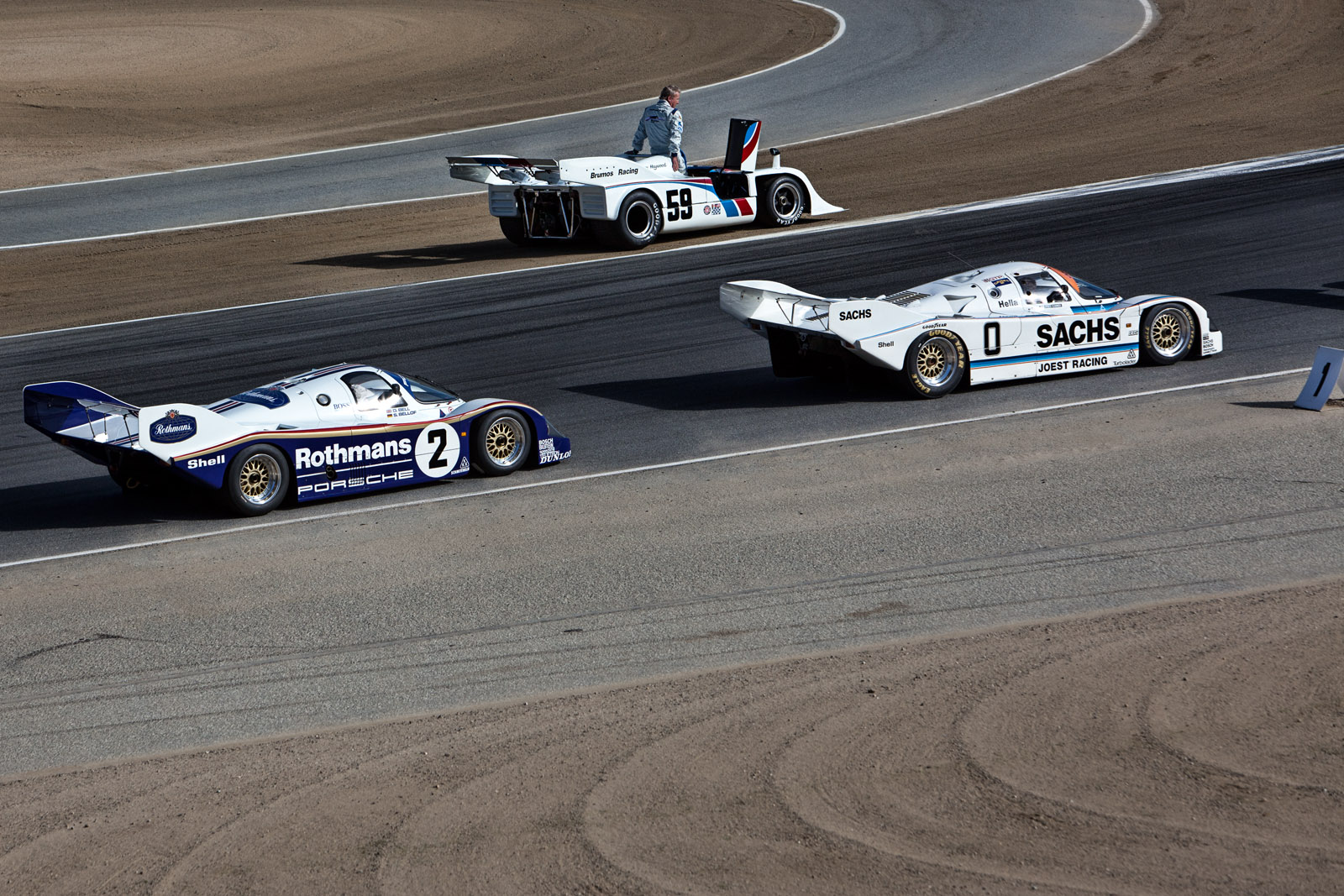
Exemples de Porsche 962.

Lechner est le pilote le plus titré de l'Interserie, avec 6 réalisations sur 14 saisons (devant l'allemand Roland Binder, avec 4 consécrations entre 1981 et 1986 -dont 3 absolues-):
- Champion d'Europe de Formule Super Vee en 1982 (dernière édition), sur Ralt RT5 (championnat Volkswagen Castrol - 8 victoires en 10 courses);
- Champion Interserie en 1983 (sur March 821);
- Champion Interserie de Division 1 en 1987  et 1989 (sur Porsche 962);
- Champion Interserie de Division 2 en 1994, 1995 et 1996 (sur Lola Horag HSB);
  - vice-champion Interserie de Division I, en 1990;
  - vice-champion Interserie de Division 2, en 1992;
  - 3e du Championnat d'Allemagne de Formule 3 en 1979, sur Ralt RT1-Toyota et March-Toyota.

### Victoires (interserie)
Apparitions entre 1980 (au Nürburgring) et 1996 et 12 fois victorieux, sa dernière course personnelle ayant lieu à Albacete en Espagne
- 1982: Zeltweg;
- 1983: Zeltweg et  Siegerland II;
- 1986: Zeltweg;
- 1987: Siegerland;
- 1989: Zeltweg;
- 1990: Wunstorf et Brands Hatch;
- 1993: Donington;
- 1994: Nürburgring, Siegerland et Zeltweg;

### Autre victoire notable
- 12 Heures de Hongrie sur Audi R8 LMS (à 61 ans), avec Nikolaus Mayr-Melnhof, Thomas Gruber et Philip König (24H Series).

Nota Bene: son fils Walter jr. -né en 1981- a été Champion d'Allemagne de Formule Ford en 1998 -2e en 1999-, de Formule Volkswagen en 2001, et a obtenu une victoire de catégorie LMP675 aux 24 Heures du Mans 2002 avec les suisses Jean-Denis Delétraz et Christophe Pillon sur Reynard-Volkswagen (19e au général). 
Robert Lechner -né en 1977- a quant à lui été Champion d'Autriche de Formule Ford en 1995 et 1996, et Champion d'Allemagne de Formule Renault en 1997.